# 烏科

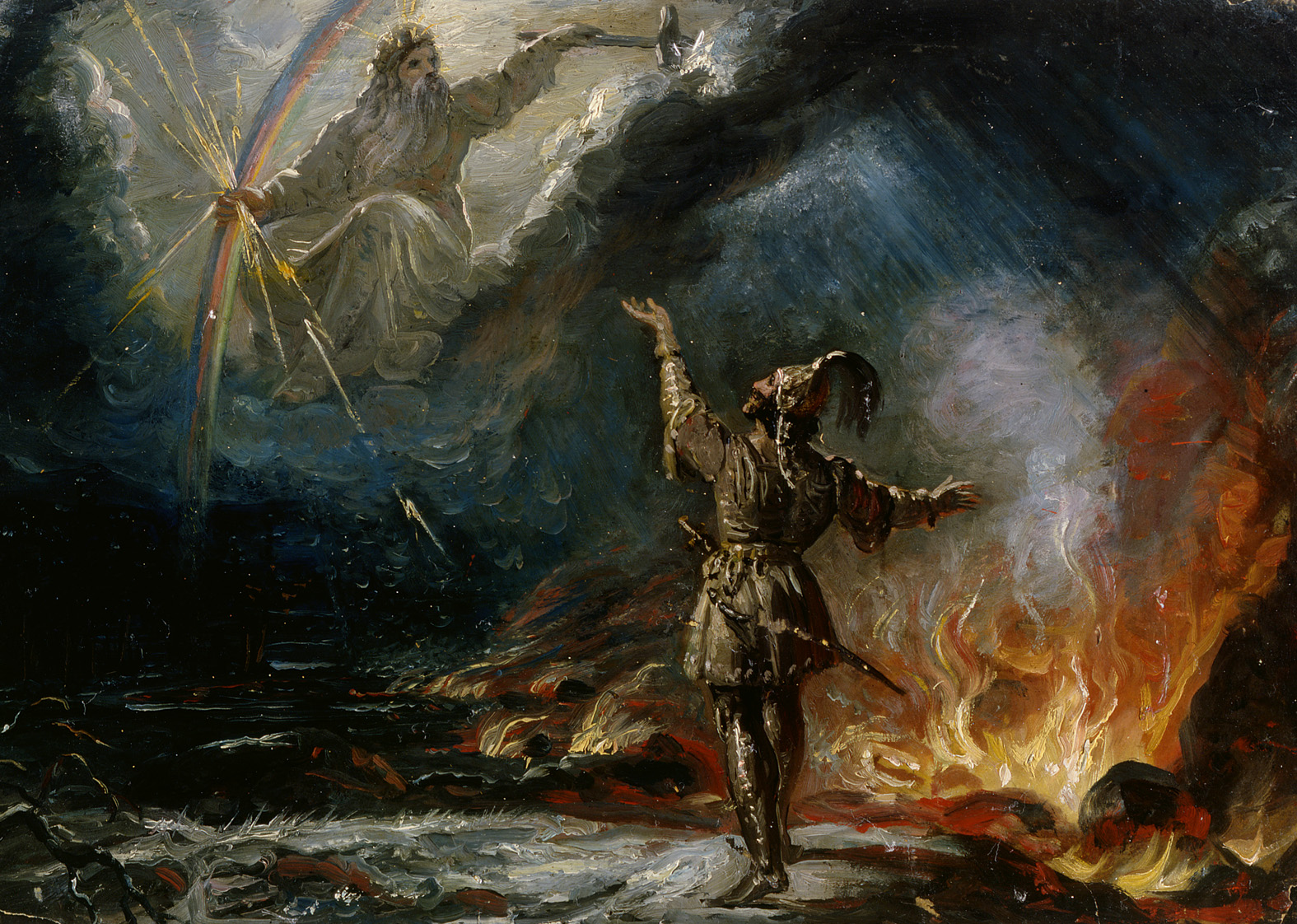
罗伯特·威廉·埃克曼画中最高神乌科的形象（左上角）

烏科（芬蘭語：Ukko），又譯为乌戈，芬兰民族史诗《卡勒瓦拉》中的雷神，以及天空之神。《卡勒瓦拉》中的许多英雄都曾向他祈祷。如勒明盖宁在抓希息的鹿时向他祈祷。

## 备注
《世界神话辞典》中，译为“乌科”。在孙用的中文《卡勒瓦拉》译本（1985年）里，译为“乌戈”。